# Ulrich Berger (Politiker)

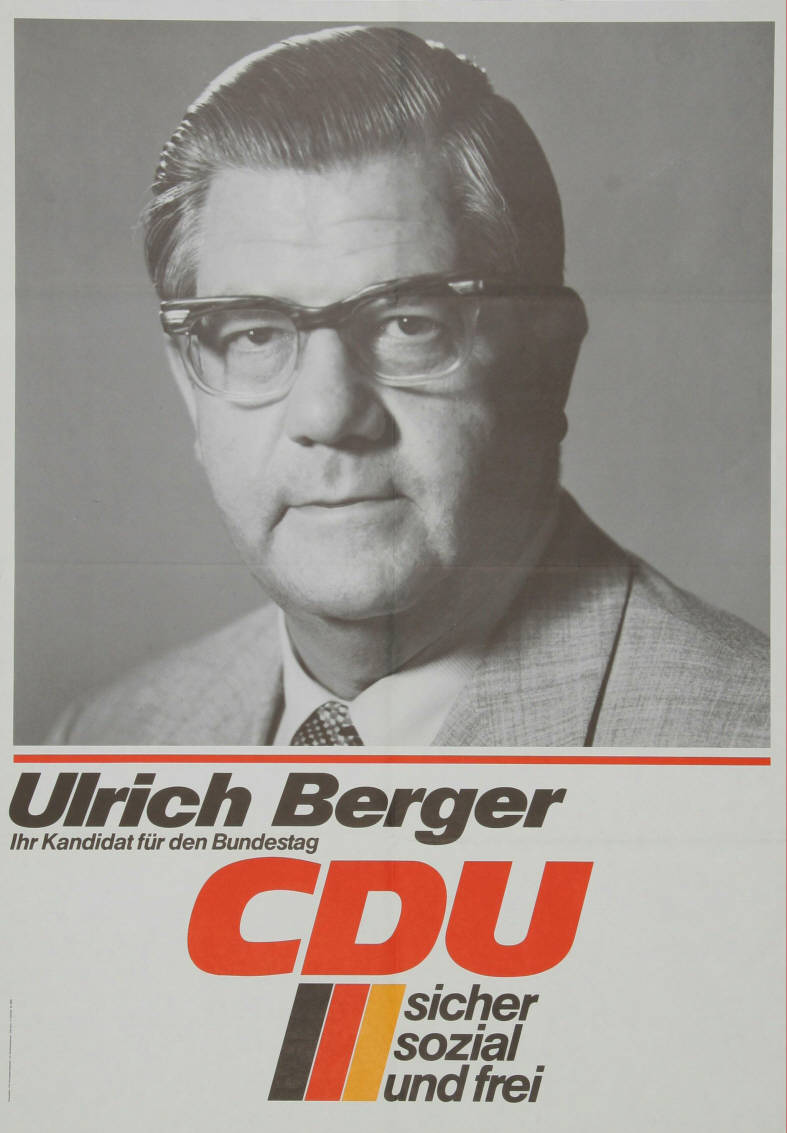
Wahlplakat (1976)

Ulrich Berger (* 24. Oktober 1921 in Dortmund; † 21. Januar 2003 in Berlin) war ein deutscher Politiker (CDU) und Gewerkschaftsfunktionär (DBB).

## Leben
Berger, der römisch-katholischen Glaubens war, trat nach dem Abitur in die deutsche Wehrmacht ein und blieb bis zum Kriegsende Soldat, zuletzt als Leutnant der Fallschirmtruppe. Er beantragte am 24. Mai 1939 die Aufnahme in die NSDAP und wurde zum 1. September desselben Jahres aufgenommen (Mitgliedsnummer 7.197.280).
1945 begann er eine Lehre zum Verwaltungsbeamten in Herne. Nach der Inspektorenprüfung studierte er an der Verwaltungs- und Wirtschaftsakademie in Bochum und wurde anschließend Oberstadtdirektor in Herne. Bis dahin hatte er seit 1946 dem Betriebsrat der Herner Stadtverwaltung angehört. 
1948 zählte Berger zu den Mitbegründern der Kommunalbeamten-Gewerkschaft komba, deren stellvertretender Landesvorsitzender in Nordrhein-Westfalen er von 1960 bis 1987 war. 1974 bis 1985 war er Vorsitzender der komba und 1963 bis 1987 stellvertretender Bundesvorsitzender des Deutschen Beamtenbundes.
Berger trat bereits 1945 der CDU bei, von 1953 bis 1969 war er CDU-Kreisvorsitzender in Herne, von 1965 bis 1974 Bezirksvorsitzender der CDU-Industriegebiet. 1966 gehörte er dem CDU-Landesvorstand Westfalen-Lippe an und war Vorsitzender des CDU-Bundesausschusses Öffentlicher Dienst.
Von 1957 bis 1961 und vom 22. Dezember 1964, als er für den Wehrbeauftragten Matthias Hoogen nachrückte, bis 1980 war er Mitglied des Deutschen Bundestages. Von 1969 bis 1980 war er stellvertretender Vorsitzender des Innenausschusses des Bundestages. Vom 3. April bis zum 12. Juli 1958 war er als Nachrücker für den verstorbenen Franz Luster-Haggeney auch Landtagsabgeordneter in Nordrhein-Westfalen.
Berger war Hauptmann der Reserve der Bundeswehr.

## Ehrungen
Berger wurde 1979 mit dem Großen Verdienstkreuz der Bundesrepublik Deutschland ausgezeichnet. Er wurde 1985 zum Ehrenvorsitzenden der Komba-Gewerkschaft, der CDU Herne und 1987 zum Ehrenmitglied des Deutschen Beamtenbundes ernannt.